# Кузьмин, Константин Алексеевич
Константин Алексеевич Кузьмин (1834—после 1887) — российский архитектор. Автор ряда зданий в Санкт-Петербурге. Статский советник.

## Биография
Родился в 1834 году. В 1847 году поступил в Петербургское строительное училище, которое окончил в 1857 году по первому разряду и назначен в распоряжение строительной конторы Министерства императорского двора. К 1881 году состоял при Техническо-строительном комитете Министерства внутренних дел, столоначальник строительной конторы Министерства императорского двора и архитектор Таможенного ведомства. В 1882 году, после упразднения строительной конторы министерства двора, был назначен ревизором технической отчётности.
В 1880-х проживал в доме по адресу Знаменская улица, 24.

## Проекты и постройки

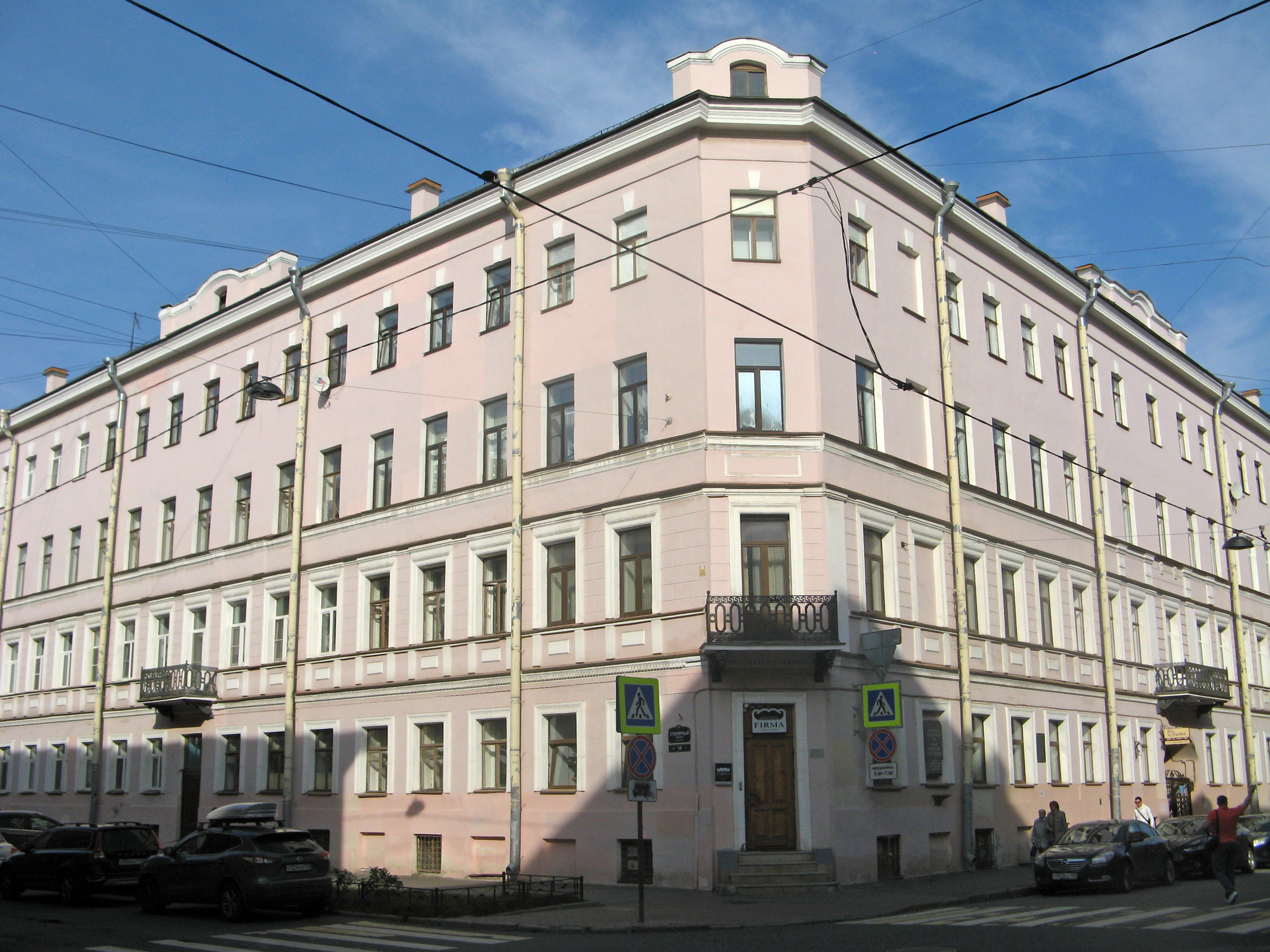
Доходный дом И. М. Алонкина
Казначейская улица, 7 / Столярный переулок, 14 (1876)

- Здание комитета по управлению Большим Гостиным двором. Невский проспект, 35 (1869—1870)[5].  7831020001
- Церковь святого Георгия Победоносца
на Большеохтинском кладбище (капитальный ремонт, 1872—1873, не сохранилась)[6][7].
- Дом П. Г. Малозёмова (перестройка). Владимирский проспект, 5 (1873)[8].
- Доходный дом И. М. Алонкина (перестройка). Казначейская улица, 7 / Столярный переулок, 14 (1876)[9].  7830979000
- Церковь Спаса Нерукотворного Образа на Шуваловском кладбище. Парголово, Выборгское шоссе, 106а (1876—1880)[10][11].  781610415670005
- Дом для диаконов и псаломщиков Покровской церкви. Канонерская улица, 29 (1883—1884)[12].
- Церковь святого Александра Невского. Парголово, Выборгское шоссе, 106а (1885—1886)[13][14].